# Тумэд-Юци
Хошун Тумэд-Юци (кит. упр. 土默特右旗, пиньинь Tǔmòtè Yòuqí) — хошун городского округа Баотоу автономного района Внутренняя Монголия (КНР).

## История
В XVI веке Алтан-хан переселил сюда монголов-тумэдов. При империи Цин имелись параллельные структуры для управления монголами и китайцами: управление монголами осуществлялось через структуры хошуна, управление китайцами — через комиссариаты. В 1911 году на основе имевшихся комиссариатов был образован уезд Салаци (萨拉齐县); монголы по-прежнему управлялись через структуры хошуна.
В 1958 году уезд Салаци был расформирован, а его земли переданы хошуну Тумэд. В 1969 году хошун Тумэд был разделён на два хошуна: Тумэд-Юци (правое знамя Тумэда) и Тумэд-Цзоци (левое знамя Тумэда). Тумэд-Юци перешёл под юрисдикцию Баотоу.

## Административное деление
Хошун Тумэд-Юци делится на 5 посёлков и 3 волости.